# Edna Velho
Edna Rosangela Dias Velho (Niterói, 1964) é uma atriz, modelo, cantora, humorista e roteirista brasileira.
Atualmente reside em Brasília e é servidora pública do Banco Central do Brasil.

## Biografia
Começou trabalhando como modelo, onde participou de desfiles de moda e editoriais de revistas. Em 1981, fez faculdade de Letras e posteriormente também cursou Teatro com Beto Silveira e Cecil Thiré, além de fazer a oficina de atores da TV Globo.
Iniciou sua carreira na televisão fazendo participações no programa humorístico Viva o Gordo da Rede Globo, com Jô Soares. No canal também participou dos Trapalhões, Globo Esporte e Fantástico e destacou-se em 1988 no polêmico Caso Especial: Garota da Capa, dirigido por Walter Avancini. Atuou ainda na Escolinha do Golias e no quadro "Cursinho do Leão", do Boa Noite Brasil, na Band.
Consagrou-se na A Praça É Nossa do SBT, programa apresentado por Carlos Alberto de Nóbrega, onde fez participações a partir de 1991, sendo efetivada em 1994 e ficou até 2003, interpretando as personagens Dona Dadá e principalmente Phipha, do jargão "Seu velho babão!", contracenando com Rony Rios, que interpretava Philadelpho, o Phipho.
Realizou diversos ensaios para revistas masculinas, foi capa duas vezes da Ele Ela em janeiro de 1985 e março de 1986, e da revista Sexy, em março de 2000, além de uma edição Especial em março de 2001 e uma Premium em abril de 2004 para a mesma revista. A atriz desfilou por diversas vezes no carnaval pela União da Ilha, foi madrinha da bateria da Acadêmicos do Tucuruvi e também saiu pela Salgueiro, sua escola de coração.
Em 2000, gravou um CD de black music, sendo vocalista do Grupo Radar, fez aulas de canto e dança.
No teatro fez diversos trabalhos, a morena estourou com a comédia O Analista de Bagé de Luís Fernando Veríssimo, com direção de Oswaldo Loureiro, contracenando durante três anos com Cláudio Cunha. Participou do espetáculo Dois Quartos de Motel com Gorete Milagres, Mamma Bruschetta, Sheila Mello, Marinara Costa e Mateus Carrieri, no momento continua com o monólogo Arrasada com direção de Ricardo Leite, que conta a história de uma atriz que nunca fez sucesso.
Em 2012, criou a personagem Gina Tangerina, que apareceu em seu canal do YouTube e na peça "Gina la Tangerina", que teve texto e direção de Edna e foi interpretada por Alice Alves.
Edna é servidora pública concursada do Banco Central do Brasil desde 2013. Se formou em Gestão Pública em 2015 e fez uma pós-gradução em Gestão de Marketing, concluída em 2019.

### Vida pessoal
Sua religião é o budismo. É torcedora do Club de Regatas Vasco da Gama no Rio de Janeiro e do Palmeiras em São Paulo.

### Relacionamentos
Nasceu e cresceu em Niterói, foi alfabetizada no colégio de freiras Nossa Senhora das Mercês, estudou muitos anos no Colégio Brasil e tocava lira na banda, fez parte do coral do grupo jovem da Igreja de Santa Teresinha, onde conheceu seu primeiro namorado, Luiz Ernesto, ela tinha somente 13 anos e ele 22.
Foi casada com Cláudio Cunha, ator e produtor da peça Analista de Bagé, e teve breves relacionamento com os jogadores de futebol Mozer e Renato Gaúcho.
Em 2001, durante uma relação de seis meses, engravidou do jogador Romário, na época casado com a segunda mulher, Danielle Favatto. Em 8 de fevereiro de 2002 nasceu Raphael, que inicialmente não foi reconhecido pelo pai, sendo necessário a realização de exame de DNA. O resultado só saiu em 2 de abril de 2004 e uma vez comprovada a paternidade, Romário prestou toda a assistência à criança e mantém boa relação com Edna. Após um tempo afastado, Romário se reaproximou do filho nos últimos anos.

## Carreira

### Televisão
| Ano  | Título           | Papel                          |
| ---- | ---------------- | ------------------------------ |
| 1985 | Viva o Gordo     | figurante                      |
| 1988 | Garota da Capa   | uma modelo com marido ciumento |
| 1991 | A Praça É Nossa  | Dona Dadá / Fifa               |
| 2004 | Boa Noite Brasil | Rosemary Tentação              |

### Teatro
| Ano  | Título                             | Papel              |
| ---- | ---------------------------------- | ------------------ |
| 1988 | Terapia com o Analista de Bagé     | Lindaura           |
| 1990 | Baixa Sociedade                    | Ana Maria          |
| 1991 | Um Whisky Antes, um Cigarro Depois | várias personagens |
| 2004 | 2/4 de Motel                       | Celeste Valverde   |
| 2005 | Arrasada                           | Bia                |